# Форстер, Балтазар Йоханнес
Балтазар Йоханнес Форстер (африк. Balthazar Johannes Vorster; 13 декабря 1915 — 10 сентября 1983) — южноафриканский политик и государственный деятель, африканерский националист, один из руководителей режима апартеида. В 1961—1966 годах — министр юстиции, министр полиции и тюрем. С 1966 по 1978 год — премьер-министр и лидер Национальной партии. В 1978—1979 годах — государственный президент ЮАР.

## Молодые годы
Родился пятнадцатым ребёнком в семье фермера-овцевода. Окончил юридический факультет Стелленбосского университета. В 1938 году некоторое время работал в суде Капской провинции ЮАС.
С юности примкнул к радикальным африканерским националистам. Придерживался идей белого расизма. Возглавлял в университете дискуссионный клуб соответствующей ориентации, был заместителем председателя студенческого совета. Состоял в молодёжной организации африканерской Национальной партии. Был решительным антикоммунистом и противником либерализма.

## АктивистОссевабрандваг
В 1939 году вступил в пронацистскую организацию Оссевабрандваг. Выступал за независимость ЮАС от Британской империи, сотрудничество с гитлеровской Германией, против участия во Второй мировой войне. Перевёл на африкаанс «Майн Кампф» Адольфа Гитлера.
В 1942 году был арестован за прогерманскую пропаганду. Содержался в лагере с южноафриканскими нацистами, немецкими и итальянскими военнопленными. Освобождён в 1944 году, возобновил политическую деятельность в Национальной партии. Состоял в тайном обществе африканерских националистов Брудербонд.

## Политик апартеида
На парламентских выборах 1948 года Национальная партия одержала победу и пришла к власти. Правительство возглавил идеолог апартеида Даниэль Франсуа Малан. В ЮАС установился режим, в принципе соответствовавший взглядам Б. Форстера и программе Оссевабрандваг.
На выборах 1953 года избран от Национальной партии в Палату собраний парламента ЮАС. Выдвинулся в руководство партии, был одним из ведущих лидеров ультраправого расистского крыла. В 1961 году получил пост министра юстиции в правительстве Хендрика Фервурда, в 1966 стал министром полиции и тюрем ЮАР.

## Глава правительства

### Внутренняя политика
6 сентября 1966 года был убит Хендрик Фервурд. 13 сентября 1966 года Б. Форстер занял пост премьер-министра ЮАР.
Проводил жёсткую политику апартеида, отменил квоту из нескольких парламентских мест, зарезервированных для «цветного» населения страны (чернокожие африканцы и раньше не имели представительства). В 1969 году поручил своему соратнику по Оссевабрандваг Хендрику ван ден Бергу возглавить политическую полицию — Бюро государственной безопасности, получившее широкие репрессивные полномочия. Министерство юстиции было объединено с министерством полиции и тюрем в единое карательное ведомство во главе с Джимми Крюгером.
В то же время пытался имитировать ограниченные реформы для смягчения межрасовой напряжённости и прорыва международной изоляции ЮАР. При нём была провозглашена независимость бантустанов Транскей и Бопутатсвана. Лидер ультраправых расистов Эжен Тербланш, не допускавший даже чисто словесных уступок негритянскому населению, резко критиковал Б. Форстера за «либерализм». Протесты в Национальной партии вызвало установление дипломатических отношений между ЮАР и Малави, а также допуск маорийских регбистов в составе новозеландской сборной на соревнования в ЮАР.
С другой стороны, противница апартеида Хелен Сазман усматривала в нём «человеческие черты», в отличие от «дьявольского» Фервурда. О ЮАР отзывались как о «самом счастливом в мире полицейском государстве», говорилось о «сладостном здравомыслии» премьера.
Однако в целом режим апартеида при Форстере не претерпел изменений. Его политика была направлена на сохранение привилегированного положения африканерской общины ЮАР, причём в устоявшихся формах. Планы реформ оставались на уровне риторики и «выпускания пара». Оппозиция жёстко преследовалась. На премьерство Форстера пришлись такие события, как расстрел в Соуэто и гибель Стива Бико.

### Намибийская политика
Особым военно-политическим направлением являлась борьба за сохранение оккупационного режима в Намибии. Продолжая военные действия против СВАПО, правительство Форстера пыталось урегулировать конфликт через договорённости с умеренными африканскими организациями. В 1975—1977 годах в Виндхуке проходило конституционное совещание. По его результатам был согласован совместный документ о временном управлении и создан Демократический альянс Турнхалле — коалиция африканских организаций, согласных на партнёрство с правительством ЮАР. Правительство возглавил Дирк Мадж. Однако СВАПО оставалось на позициях непримиримого противостояния. Война в Намибии, сопряжённая с ангольским конфликтом, продолжалась и после отставки Форстера.

### Внешняя политика
Внешняя политика правительства осложнялась международным бойкотом ЮАР. Попытки выйти из изоляции — например, наладить отношения с США и НАТО на общей платформе антикоммунизма и антисоветизма — не давали серьёзного эффекта.
Единственными дружественными ЮАР африканскими государствами оставались Южная Родезия Яна Смита и Малави Хастингса Банды. На антикоммунистической основе поддерживались связи с военно-диктаторскими режимами Латинской Америки, в 1974 году правительство ЮАР предоставило кредит чилийской хунте генерала Пиночета. Разрабатывался проект «Организации Южноатлантического договора» («САТО») с участием ЮАР, но не получил развития. Экономические отношения, прежде всего в виде закупок нефти, существовали с шахским Ираном.
Довольно интенсивно развивались отношения ЮАР с Израилем. Этому способствовала общность противников и сложности международного положения обоих государств. Пронацистские убеждения молодого Форстера были преданы забвению. Конфиденциальный контакт был установлен в 1975 году. На следующий год Балтазар Форстер посетил Иерусалим с официальным визитом, встречался с Ицхаком Рабином, Моше Даяном, Менахемом Бегином. Были достигнуты договорённости о широком экономическом и военно-техническом сотрудничестве.
Серьёзным поражением завершилось вмешательство ЮАР в ангольскую гражданскую войну периода 1975—1976 годов. Линия Форстера заключалась в том, чтобы обеспечить военный контроль над анголо-намибийской границей и стратегически важными объектами, избегая полномасштабного втягивания в вооружённое противостояние. Однако втянуться в боевые действия пришлось, а недостаточность направленных в Анголу сил обернулась фактическим разгромом и длительной пограничной войной. Министр обороны Питер Бота и командующий вооружёнными силами Магнус Малан посчитали Форстера ответственным за ангольское поражение.
Важным проектом конца «эры Форстера» являлась ядерная программа ЮАР. На военной базе в пустыне Калахари готовилось проведение испытания. Эти приготовления были зафиксированы с советского спутника, последовал жёсткий протест Москвы, к которому присоединились США и Франция. От испытания пришлось отказаться.

## Отставка
Самый тяжёлый удар нанёс по премьеру коррупционный скандал в Министерстве информации — «афера Эшеля Руди». Министерству информации было поручено воздействие на мировую прессу и общественность для позитивного изменения имиджа ЮАР. Однако в 1977 году стали известны факты махинаций и нецелевого использования выделенных средств. Обнародованные факты коррупции, считавшейся немыслимым по африканерскому моральному кодексу, вызвало шок в Национальной партии.
2 октября 1978 года Форстер оставил пост премьер-министра ЮАР. Его сменил Питер Бота. 10 октября 1978 года Форстер вступил в должность президента, являвшуюся почётной, но не связанную в тот период с реальной властью. 4 июня 1979 года он окончательно ушёл в отставку. Это было воспринято как признание ответственности за ангольское поражение и скандал в Министерстве информации.
Последние годы прожил как частное лицо. Был противником реформ Питера Боты, в 1982 году поддержал создание Консервативной партии Андриса Треурнихта.

## Кончина
Скончался в возрасте 67 лет. Его именем были названы телекоммуникационная башня в Претории, аэропорт в Кимберли, полицейский участок в Йоханнесбурге, больница в Каридоу.